# Dathopa Tissa I
Dathasiva, coma rei Dathopa Tissa I, fou rei d'Anuradhapura (Sri Lanka) de vers el 640 al 652. Fou un noble i general de Jettha Tissa III.
En algun moment del seu regnat el rei Aggabodhi III va fer condemnar a mort al seu germà Mana, que havia estat sub-rei, acusat de mala conducta amb relació a la reina; Mana fou executat. El general Dathasiva, que tenia un gran afecte personal per Mana, al saber de la seva mort es va revoltar i va derrotar les forces reials manades pel rei en persona prop d'una població anomenada Tintini. El rei va poder escapar a l'Índia sense emportar-se res més de la regalia que el llaç del coll que provava la seva identitat. Dathasiva es va proclamar rei.
A diferència d'altres reis no va mostrar respecte cap als monjos i va espoliar els temples de la capital de les seves riquesses inclòs el pinacle d'or del temple Thuparama i la canòpia daurada amb gemmes de la punta més alta del Ruwanwelisaya. Es diu que va fondre totes les imatges d'or o es va apropiar del metall per al seu propi ús. Els seus soldats indis haurien agafat els dipòsits 'arròs per celebracions que es trobaven a la sala d'almoines del Mahapali i també es van emportar una quantitat de botí obtingut dels palaus reials.
El rei hauria enviat una ambaixada al emperador de la Xina amb un memorial i productes del país com a regal.
Se suposa que finalment Dathopa Tissa s'hauria penedit de la seva actitud sobre les propietats dels temples, sobretot quan Aggabodhi III va tornar amb un exèrcit mercenari reclutat a l'Índia i va veure que no tenia suport popular ni dels monjos. Aggabodhi va triomfar fàcilment i per tercera vegada va recuperar el poder.
Poc temps després Dathopa Tissa I va retornar amb un exèrcit de mercenaris, però encara que Aggabodhi III es va retirar a Ruhunu, el seu germà Kassapa, que era qui tenia el poder efectiu, es va quedar, el va derrotar i el va foragitar altre cop cap a l'Índia.
Al cap d'uns anys, ja sent rei Kassapa II, Dathopa Tissa I va reunir un altre cop un exèrcit mercenari indi i va retornar a l'illa, però fou derrotat i mort per Kassapa.